# NGC 2096
NGC 2096 је расејано звездано јато у сазвежђу Златна риба које се налази на NGC листи објеката дубоког неба.
Деклинација објекта је - 68° 27' 31" а ректасцензија 5h 42m 17,9s. Привидна величина (магнитуда) објекта NGC 2096 износи 11,3 а фотографска магнитуда 11,8. NGC 2096 је још познат и под ознакама ESO 57-SC27.